# Jabulani Linje
Jabulani Linje (Lilongwe, 1994. november 7. –) malawi válogatott labdarúgó.

## Klub
A labdarúgást a Kamuzu Barracks FC csapatában kezdte. Később játszott még a Civil United FC, a Mighty Wanderers FC és a YSCC Yokohama csapatában.

## Nemzeti válogatott
2017-ben debütált a malawi válogatottban. A malawi válogatottban 7 mérkőzést játszott.

## Statisztika
| Malawi válogatott | Malawi válogatott | Malawi válogatott |
| Időszak           | Mérk.             | gól               |
| ----------------- | ----------------- | ----------------- |
| 2017              | 4                 | 0                 |
| 2018              | 3                 | 0                 |
| Összesen          | 7                 | 0                 |